# Turtles Forever
Turtles Forever, även känd som Teenage Mutant Ninja Turtles: Turtles Forever eller TMNT: Turtles Forever är en animerad TV-film från 2009 som producerades av 4Kids Entertainment. Den producerades när Teenage Mutant Ninja Turtles som franchise firade 25 år, och visar figurerna från olika versionerna — främst 1987 års lättsamma, godhjärtade, och barnvänliga version och den mörkare och tuffare versionen från 2003 av 4Kids' — i ett äventyr som spänner sig över flera parallella universum.
Den innebar också avslutningen på 2003 års TV-serie.
En nästan färdig version debuterade på San Diego Comic Con i juli 2009. Filmen skulle ha haft biopremiär för en natt den 29 oktober 2009, men en dispyt mellan 4Kids Entertainment och Fathom fick den att avbrytas, enligt National CineMedia. [källa behövs] Filmen sändes i The CW4Kids-stationen den 21 november 2009, efter 25-årsjubileets Top 10 Countdown.
Ett extranummer visades mellan 28 november-12 december 2009, uppdelat i tre 23-minutersavsnitt. En tredje visning gjordes den 20 mars 2010, och en fjärde den 29 maj 2010. En oklippt version dök upp på CW4 Kids's webbplats den 16 december 2009, vilken innehöll åtta minuters bilder klippt från den version som sändes i TV. Ett släppdatum för filmen i icke-anamorfisk widescreen-DVD-version sattes till 24 augusti 2010 från Nickelodeon/Paramount Pictures Home Entertainment.  DVD-släppet består av TV-versionen. Den 29 augusti 2010 sändes filmen för första gången i Nickelodeon.

## Handling
Under en strid mellan Purple Dragons och vad som ser ut att vara sköldpaddorna säger Splinter åt dem att de är ansvarslösa. Sköldpaddorna bryter sig in i Purple Dragons högkvarter för att undersöka dessa mystiska dubbelgångare, och sköldpaddorna upptäcker att dessa "bedragare" faktiskt är versioner av dem själva från ett parallellt universum. 
1987 års sköldpaddor ser barnsliga ut för de tuffare från 2003, men snart får de reda på att de teleporterades till ett parallellt universum genom en olycka med dimensionsport, precis som deras ärkefiender Shredder och Krang, liksom Teknodromen. De åtta sköldpaddorna ger sig ner under marken för att spåra Teknodromen, men deras gemensamma närvaro får Shredder att lista ut att även en annan version av honom måste finnas.
Teknodromen försvinner, och sköldpaddorna lyckas inte hitta den, och i stället skapar de en egen dimensionsport för att bege sig till "1987" års version och hitta de medel som 1987 års sköldpaddor brukar använda för att spåra den. Medan sköldpaddorna är upptagna använder Shredder Teknodromens teknik för att spåra sin motsvarighet, utromen Ch'rell, fortfarande fången på isasteroid efter att ha besegrats av 2003 års sköldpaddor. Ch'rell teleporteras till Teknodromen, men då han återhämtar sig, slår han lätt ner sin motpart från 1987 och tar över Teknodromen tillsammans med sin adoptivdotter Karai, som sett det hela på monitorskärm och spårat honom sedan han lämnat asteroiden.
Ch'rell använder Teknodromens teknik för att skapa ett nytt robot-exoskelett åt sig själv, och skickar ut sin högra hand Hun, som muterats till en monstruös mutantsköldpadda efter att ha fått mutagen från 1987 på sig under en tidigare strid, då han försökte spåra sköldpaddorna. Med hjälp av Bebop och Rocksteady, hittar Hun sköldpaddornas kloak och angriper, men de åtta sköldpaddorna bygger klart sin dimensionsport och sticker till 1987. Dock kidnappas Splinter av Hun, och förs till Shredder som ett bete i en fälla.
2003 års sköldpaddor möter 1987 års versioner av April O'Neil och Splinter, och återvänder sedan till 2003 med 1987 års fordon: partyvagnen och luftskeppet. Dock upptäcker de att medan de varit borta har Shredder kommit åt vetenskapen från både utromerna och Dimension X och byggt ut Teknodromen till en stark krigsmaskin, full av legioner av förbättrade Fotrobotar och muterade Purple Dragons. Sköldpaddorna försöker ta sig in i fästningen för att befria Splinter, men besegras, och Shredder förklarar då sin plan: Då han undersökte multiversum upptäckte han att det finns flera versioner av sköldpaddorna, inte bara 1987 och 2003. Han vet att dessa kan hindra honom, och för att förgöra dem alla skall han eliminera 1984 års version. 
Utrom-Shredder skannar de åtta sköldpaddorna, alla med en enorm sfärisk centrifug-liknande pryl i Teknodromen, för att hitta likheterna mellan dem och hitta "Turtle Prime", och sköldpaddorna ser inte ut att överleva processen. Då Shredder teleporterat Teknodromen mot Turtle Prime, dyker sköldpaddorna återigen upp, efter att ha räddats av Karai, som insett sin fars galenskaper. 
Medan deras universum försvinner då Shredders planer verkställs, bryter sig sköldpaddorna in i Purple Dragon högkvarter för att leta upp teknik som brottslingarna stal, för att uppgradera dimensionsporten och följa Shredder till Turtle Prime. De angrips återigen av Hun, som är ute efter hämnd för sin mutation. Då han ser vad som händer med världen kapitulerar Hun innan han raderas bort. Sköldpaddorna slutför sin uppgift, och når snart 1984 års version och anfalls av sina motsvarigheter där, men lyckas övertyga dem att de skall samarbeta.
De tolv sköldpaddorna, liksom Splinter, Karai och även 1987 års Shredder och Krang, möter 2003 års Shredder i strid, men han växer sig starkare genom att använda molekylär förstärkningsteknik från Dimension X och tycks tåla de flesta attackerna. När Shredder av misstag träffas av energistrålen från Teknodromen skadas dock hans rustning, och sköldpaddorna försöker tvinga honom mot strålen, vilken dock stoppas av Bebop och Rocksteady som snubblar över sladden. Shredder anfaller dem och världen börjar försvinna, precis som 2003, men Shredder tvekar när han ser att han också börjar försvinna. Karai försöker förklara för sin far att det han försöker göra kommer att förgöra dem alla, även honom. Men Shredder är inriktad på hämnd, och säger att han inte bryr sig. I sista minuten slänger 1987 års sköldpaddor explosiva kaststjärnor mot honom, så att han faller och tappar 1984 års sköldpaddor. Shredder återupptar anfallet tills Bebop och Rocksteady återigen stoppar in sladden, och oavsiktligt utplånar Shredder.
Medan Shredder besegrats ser sköldpaddorna hur deras verkligheter återställs. 1987 års sköldpaddor återvänder hem i Teknodromen, medan 2003 års sköldpaddor använder dimensionsporten för att återvända hem. 1984 års sköldpaddor beslutar sig för att gå och äta pizza, och någon annanstans i tid och rum arbetar Peter Laird och Kevin Eastman färdigt på första numret av Eastman and Laird's Teenage Mutant Ninja Turtles, med hopp att serietidningen skall sälja.

## Medverkande
- Michael Sinterniklaas som 2003 års Leonardo
- Wayne Grayson som 2003 års Michelangelo
- Sam Riegel som 2003 års Donatello
- Frank Frankson som 2003 års Raphael
- Darren Dunstan som 2003 års Splinter
- Marc Thompson som 2003 års Casey Jones
- Veronica Taylor som 2003 års April O'Neil
- Scottie Ray som 2003 års Utrom Shredder/Ch'rell
- Greg Carey som Hun
- Karen Neil as 2003 års Karai
- Dan Green som 1987 års Leonardo
- Johnny Castro som 1987 års Michelangelo, 1987 års Rocksteady
- Tony Salerno som 1987 års Donatello
- Sebastian Arcelus som 1987 års Raphael
- David Wills som 1987 års Splinter, 1984 års Shredder
- Rebecca Soler som 1987 års April O'Neil
- Load Williams as 1987 års Shredder
- Braford Cameron as Krang, 1987 års Bebop, 1984 års Michelangelo
- Jason Griffith som 1984 års Leonardo
- Pete Capella som 1984 års Donatello
- Sean Schemmel som 1984 års Raphael
- Peter Laird som sig själv (ej angiven)
- Kevin Eastman som sig själv (ej angiven)

### Fotnoter
1. ↑  ”TMNT “Shell-ebrate” Culmination of Official Anniversary Tour and Look Forward to Next Generation with 2011 Motion Picture”. KidsTurnCentral.com. http://www.kidsturncentral.com/topics/toys/tn072209.htm. Läst 20 november 2009.
2. ↑   TMNT Turtles Forever Trailer. [animated movie trailer]. 4KidsTV. http://www.youtube.com/watch?v=uJll9AO8nMo
3. ↑  Teenage Mutant Ninja Turtles DVD news: Announcement for Teenage Mutant Ninja Turtles - Forever | TVShowsOnDVD.com Arkiverad 11 juni 2010 hämtat från the Wayback Machine.
4. ↑  ”"Teenage Mutant Ninja Turtles: Turtles Forever" DVD coming August 24th, 2010!”. toonzone.net. Arkiverad från originalet den 13 juni 2011. https://web.archive.org/web/20110613194751/http://www.toonzone.net/forums/showpost.php?p=3668987&postcount=84. Läst 3 november 2010.